# ANts
Pour les articles homonymes, voir ANTS (homonymie).
ANts est un logiciel de peer-to-peer libre développé en Java par l'Italien Roberto Rossi en 2003. Ce logiciel assure un anonymat annoncé comme inviolable, à l'instar de Freenet, et le chiffrement des données. Il permet le partage de fichiers en pair à pair, de façon P2P anonyme.

## Fonctionnement
ANts repose sur une méthode de chiffrement asymétrique à double clé (publique et privée), permettant de chiffrer les requêtes de l'internaute et les résultats affichés. La clé publique, appelée aussi ID, est partagée avec des nœuds de connexions lors d'une recherche que seule la clé chiffrée pourra déverrouiller, permettant ainsi à l'utilisateur de visualiser les résultats de sa recherche.

## Fonctionnalités
ANts P2P chiffre tout le trafic envoyé ou reçu, et de plus joue le rôle de proxy entre les participants du réseau afin de rendre plus difficile de déterminer l'adresse IP d’origine.
- Mise à jour automatique du logiciel.
- Chiffrement pair à pair (AES 128 bits - DH 512 bits).
- Chiffrement de bout en bout (AES 128 bits - DH 512 bits).
- Routage multi chemins pour les paquets.
- Connexion préférentielle attribuée afin de rendre le backbone rapide.
- Support des téléchargements partiels.
- Support du format de lien eDonkey.
- Auto recherche de sources pour les téléchargements actifs ou interrompus.
- Trouve les parties de fichiers via des requêtes normales ou requêtes par sommes de contrôle.
- Indexation "plain text" et recherche à travers le contenu complet des fichiers et le chemin complet.
- Tchat, non anonyme (procédé IRC classique).
- Requêtes chiffrées asymétriquement. Cela signifie que seul l’originaire peut lire les résultats. Tout le monde peut lire la requête de recherche mais cette approche asymétrique réduit le potentiel d’analyse de requête via un pair.
- ANts P2P permet aussi aux utilisateurs de naviguer sur des sites web anonymes ; ces serveurs HTTP sont seulement atteignables via le réseau ANts P2P. Pour qu'un utilisateur y accède, AntsP2P active (à la demande) une fonction proxy, puis la navigation devient possible avec un navigateur web à l'adresse http://localhost:8080. ANts P2P n’est toutefois pas un réseau proxy vers internet qui permettrait aux utilisateurs habituels d’internet de navigueur sur des sites web classiques ; pour ceci, un service outproxy tel que Tor peut être utilisé séparément.

## Point faible
Néanmoins ce système ne semble pas convaincre tout le monde, notamment Jason Rohrer, l'auteur de l'alternative MUTE. En effet, ce dernier indique que le système de Rossi est vulnérable face aux attaques de l'homme du milieu, les nœuds espions. Ces derniers peuvent tout à fait intercepter les requêtes pour les tracer avec leur propre ID. L'utilisateur espion peut de cette façon connaître les résultats de la requête ou les fichiers en transit.
Cette théorie est réfutée par l'auteur d'ANts qui a défié en 2006 les hackers de mettre à genoux son système de protection intégré au logiciel.

## Autres réseaux anonymes
- P2P anonyme (contient une liste de logiciels)